# United States Space Forces - Space
Lo United States Space Forces - Space (S4S) è un'unità di operazioni spaziali della United States Space Force, inquadrata nello United States Space Command. Il suo quartier generale è situato presso la Vandenberg Space Force Base, in California.

## Missione
L'unità pianifica, integra, conduce e valuta le operazioni spaziali globali al fine di fornire effetti spaziali rilevanti per il combattimento, nello, dallo e verso lo spazio, per i comandanti combattenti, i partner della coalizione, la forza congiunta e la nazione. Questo comando esercita il controllo operativo delle forze USSF che conducono missioni di protezione, difesa, consegna, collegamento e, quando delegato, il controllo tattico di altre forze di servizio che conducono queste missioni. Inoltre, il comandante conduce operazioni spaziali congiunte per conto del comandante USSPACECOM tramite le autorità del Combined Joint Force Space Component Commander (CJFSCC).

## Organizzazione
Attualmente, a settembre 2024, esso controlla:
- Space Delta 5
- Space Delta 15
- Combined Space Operations Center - CSpOC
- National Space Defense Center - NSDC
- Joint Navigation Warfare Center - JNWC, Kirtland Air Force Base, Nuovo Messico
- Joint Overhead Persistent-Infrared Center - JOPC
- Missile Warning Center - MWC, Cheyenne Mountain Space Force Station, Colorado